# Castlevania (серія відеоігор)
Castlevania (яп. キャッスルヴァニア) — серія відеоігор, створена компанією Konami. Перша гра цієї серії вийшла в Японії під назвою Demon Castle Dracula (яп. キャッスルヴァニア) для приставок Famicom Disk System (FDS) і MSX 2 в 1986 р. Хоча порт цієї гри на MSX 2 був випущений за межами Японії (він вийшов в Європі і Бразилії під назвою Vampire Killer), гра не привернула до себе великого інтересу гравців. І тільки коли в 1987 рік у версія гри для FDS була перенесена на приставку NES і локалізована в Північній Америці і Європі під назвою Castlevania, до гри прийшла світова слава. Гра занурювала в атмосферу готики, жахів і містики. Надалі це стало нормою для всієї серії.
Castlevania стала одним з найбільших і довгоживучих серіалів Konami. Ігри цієї серії вийшли на безліч платформ.

## Загальний огляд
Сюжет серії Castlevania заснований на одвічному протистоянні клану Бельмонтів (Belmonts) і графа Дракули. Кожні сто років Дракула повстає зі своєї могили, щоб пити кров невинних людей і плодити армію нечисті з метою занурити весь світ в пітьму. І Бельмонти, наділені особливою силою, повинні перешкодити підступному графу.
Одним з найбільш примітних Бельмонтів є Саймон Бельмонт (Simon Belmont) — головний герой двох ранніх Castlevania. Однак в іграх з'являються не тільки Бельмонти. Одним з таких персонажів став Алукард, син самого графа Дракули. В іграх серії також задіяно безліч жіночих персонажів.
Вся серія базується на відомому романі Брема Стокера «Дракула». Роман навіть був включений в офіційну хронологію серії, а дія гри Castlevania: Bloodlines відбувається через кілька років після подій, описаних в романі. Один з персонажів роману — Квінсі Морріс, який ціною власного життя знищив Дракулу, виявився нащадком Бельмонте. У нього був син Джон і внук Джонатан, які стали головними героями ігор Castlevania: Bloodlines і Portrait of Ruin відповідно. В іграх серії також використовуються різноманітні фольклорні монстри, наприклад: зомбі, перевертні, мумії та ін. Часто в Castlevania можна зустріти персонажів інших літературних творів, наприклад монстра Франкенштейна, Карміли та ін.

## Ігри серії
| Рік  | Назва                                         | Платформа |
| ---- | --------------------------------------------- | --- |
| 1986 | Castlevania                                   | Famicom/NES Commodore 64, Commodore Amiga, PC MS-DOS, Microsoft Windows, Game Boy Advance, AT&T Wireless mMode Network, Virtual Console |
| 1986 | Vampire Killer                                | MSX2 |
| 1987 | Castlevania II: Simon's Quest                 | FamicomNES, PC Microsoft Windows,Virtual Console                                                                                        |
| 1988 | Haunted Castle                                | Arcade, PlayStation 2, PlayStation 4, Xbox One, Nintendo Switch, PC Microsoft Windows                                                   |
| 1989 | Castlevania: The Adventure                    | Game Boy, Game Boy Color |
| 1989 | Castlevania III: Dracula's Curse              | NES/Famicom, Virtual Console |
| 1991 | Castlevania II: Belmont's Revenge             | Game Boy, Game Boy Color |
| 1991 | Super Castlevania IV                          | SNES |
| 1993 | Castlevania (Sharp X68000)                    | Sharp X68000 |
| 1993 | Castlevania: Rondo of Blood                   | PC Engine CD, PlayStation Portable |
| 1994 | Castlevania: Bloodlines                       | Sega Genesis |
| 1995 | Castlevania: Dracula X                        | SNES |
| 1997 | Castlevania: Symphony of the Night            | PlayStation, Sega Saturn, Xbox 360, PlayStation Portable, PlayStation 4, Android, iOS                                                   |
| 1997 | Castlevania Legends                           | Game Boy |
| 1999 | Castlevania (Nintendo 64)                     | Nintendo 64 |
| 1999 | Castlevania: Legacy of Darkness               | Nintendo 64 |
| 2001 | Castlevania: Circle of the Moon               | Game Boy Advance |
| 2001 | Castlevania Chronicles                        | PlayStation |
| 2002 | Castlevania: Harmony of Dissonance            | Game Boy Advance |
| 2003 | Castlevania: Aria of Sorrow                   | Game Boy Advance |
| 2003 | Castlevania: Lament of Innocence              | PlayStation 2 |
| 2005 | Castlevania: Dawn of Sorrow                   | Nintendo DS |
| 2005 | Castlevania: Curse of Darkness                | PlayStation 2, Xbox |
| 2006 | Castlevania: Portrait of Ruin                 | Nintendo DS |
| 2007 | Castlevania: The Dracula X Chronicles         | PlayStation Portable |
| 2008 | Castlevania: Order of Ecclesia                | Nintendo DS |
| 2009 | Castlevania: The Adventure ReBirth            | WiiWare |
| 2010 | Castlevania: Lords of Shadow                  | PlayStation 3, Xbox 360, Microsoft Windows                                                                                              |
| 2013 | Castlevania: Lords of Shadow – Mirror of Fate | PlayStation 3, Xbox 360, Microsoft Windows, Nintendo 3DS                                                                                |
| 2014 | Castlevania: Lords of Shadow 2                | PlayStation 3, Xbox 360, Microsoft Windows                                                                                              |
| 2015 | CR Pachinko Akumajo Dracula                   | Патінко |
| 2017 | Pachislot Akumajō Dracula: Lords of Shadow    | Патінко |
| 2019 | Castlevania: Grimoire of Souls                | Android, iOS |

## Розвиток ігр серії
Ранні ігри серії були типовими представники жанру платформер, де гравець брав на себе керування над членом клана Бельмонтів. Снаряджений батогом, він йшов до замку графа Дракули, Кастлеванії, та боровся з його армією монстрів у спробах дістатися до Дракули. В решті решт, герой доходив до Дракули та перемагав його. Батіг більшості героїв ігр серії мав назву Вбивця Вампірів. За сюжетом батіг був наділений надприродньою силою, що допомагало членам клану Бельмонтів із легкістю перемагати вампірів та інших створінь ночі. У іграх також були додаткові види зброї, які можна було використовувати витрачаючи знайдені на рівні серця. Найчастіше додатковою зброєю слугували кинджал, сокира, свята вода, святий хрест і чарівний годинник.
Дизайн персонажів з часів перших ігор зазнав помітних змін. У ранніх іграх головний герой був м'язистом воїном, на зразок Конана. Персонажі новіших ігр стали виглядати елегантніше та більш субтильно. Починаючи з Castlevania: Symphony of the Night дизайн персонажів належав художниці Аями Кодзіма.
Гра Castlevania: Symphony of the Night для PlayStation, випущена в 1997, вивела серію на якісно новий рівень та вважається шедевром, вона привнесла чудове мистецьке оформлення, інтригуючий сюжет й зачаровуючу музика. Але найголовніше, кардинально змінився ігровий процес. У новій грі замість стандартних для серії коридорів, герою треба було дослідити величезний замок. При цьому в грі з'явилося багато елементів JRPG. Наступні ігри продовжили слідували тому же стилю.
Перші спроби перенесли франшизу в 3D зазнали неоднозначну реакцію — Castlevania 64 та Castlevania: Legacy of Darkness для Nintendo 64. Однак наступні 3D ігри серії, таки як Castlevania: Lament of Innocence (PlayStation 2) и Castlevania: Curse of Darkness  (PlayStation 2 / XBOX) були тепло прийняті критиками та фанатами, якщо не враховувати недосконалість дизайну локацій.
Восени 2007 побачила світ Castlevania: Dracula X Chronicles на портативній консолі PlayStation Portable. Гра є 2,5D рімейком Rondo of Blood з можливістю відкриття оригінальної Rondo of Blood та Symphony of the Night.
5 жовтня 2010 року вишла Castlevania: Lords of Shadow в жанрі Hack and slash. Гру продюсував Хідео Кодзіма. Вона вишла на PlayStation 3 та Xbox 360. Гра не має жодного сюжетного стосунку до основної ігрової серії, вона пропонує свій власний погляд на те, якою повинна бути «Castlevania».

## Внутрішня хронологія
Основна серія
- Castlevania: Lament of Innocence
- Castlevania III: Dracula's Curse
- Castlevania: Curse of Darkness
- Castlevania The Adventure
- Castlevania II: Belmont's Revenge
- Castlevania / Akumajō Dracula (Vampire Killer, Haunted Castle, Super Castlevania IV, Castlevania Chronicles)
- Castlevania II: Simon's Quest
- Castlevania: Harmony of Dissonance
- Castlevania: Rondo of Blood (Castlevania: Dracula X)
- Castlevania: Symphony of the Night
- Castlevania: Order of Ecclesia
- Castlevania: Bloodlines
- Castlevania: Portrait of Ruin
- Castlevania: Aria of Sorrow
- Castlevania: Dawn of Sorrow

Перезапуск
- Castlevania: Lords of Shadow
- Castlevania: Mirror of Fate
- Castlevania: Lords of Shadow 2

## Популярність та вплив
| Гра                                           | GameRankings                                   | Metacritic                      |
| --------------------------------------------- | ---------------------------------------------- | ------------------------------- |
| Castlevania                                   | 70.92 % (GBA)                                  | —                               |
| Castlevania: The Adventure                    | 55.07 %                                        | —                               |
| Castlevania II: Belmont's Revenge             | 83.50 %                                        | —                               |
| Super Castlevania IV                          | 82.06 %                                        | —                               |
| Castlevania: Bloodlines                       | 83.50 %                                        | —                               |
| Castlevania: Dracula X                        | 71 %                                           | —                               |
| Castlevania: Symphony of the Night            | 93.03 %                                        | 93                              |
| Castlevania Legends                           | 52.88 %                                        | —                               |
| Castlevania (Nintendo 64)                     | 72.71 %                                        | 78                              |
| Castlevania: Legacy of Darkness               | 63.80 %                                        | —                               |
| Castlevania: Circle of the Moon               | 88.32 %                                        | 91                              |
| Castlevania Chronicles                        | 73.53 %                                        | 69                              |
| Castlevania: Harmony of Dissonance            | 85.12 %                                        | 87                              |
| Castlevania: Aria of Sorrow                   | 87.86 %                                        | 91                              |
| Castlevania: Lament of Innocence              | 78.72 %                                        | 79                              |
| Castlevania: Dawn of Sorrow                   | 90.35 %                                        | 89                              |
| Castlevania: Curse of Darkness                | 70.37 % (PS2)                                  | 70 (PS2)                        |
| Castlevania: Portrait of Ruin                 | 84.98 %                                        | 85                              |
| Castlevania: Order of Ecclesia                | 85.67 %                                        | 85                              |
| Castlevania: The Adventure ReBirth            | 81.10 %                                        | 82                              |
| Castlevania: Lords of Shadow                  | 82.70 % (Xbox 360) 83.33 % (PS3) 77.40 % (PC)  | 85 (PS3) 83 (Xbox 360) 81 (PC)  |
| Castlevania: Lords of Shadow – Mirror of Fate | 71.81 % (3DS) 74.00 % (Xbox 360) 63.75 % (PS3) | 72 (3DS) 73 (Xbox 360) 70 (PS3) |
| Castlevania: Lords of Shadow 2                | 71.00 % (Xbox 360) 63.12 % (PS3) 58.10 % (PC)  | 70 (Xbox 360) 63 (PS3) 60 (PC)  |

Станом на 2006 рік франшиза Castlevania продалася тираном понад 20 мільйонів копій у всьому світі. Ігри франшизи отримували здебільшого позитивні відгуки, найвисокооціненою грою серії стала Symphony of the Night для PlayStation.
Багато ігор серії з'явилися у списках відеоігор, які вважаються найкращими. Symphony of the Night стала № 16 в списку IGN «Топ-100 ігор» та була однією з перших ігор, що були представлений GameSpot як «Найкращі ігри усіх часів». Castlevania III: Dracula's Curse було визнано GameTrailers 9-ю в списку найкращих 8-бітних ігор. Super Castlevania IV була названа 11-ю найкращою грою SNES ScrewAttack у їх «Топ-20 ігор SNES». Castlevania: Circle of the Moon з'явились у списку «Топ-200 ігор» Nintendo Power.

## Медіа
Плани зняти фільм за мотивами «Castlevania» були у виробництві вже кілька років. Однак у грудні 2007 року Rogue Pictures призупинив активний розвиток Кастлеванії через страйк письменників, а згодом продаж студії «Relativity Media» та можливість страйку гільдії акторів екрану. 27 травня 2009 року фільм про Кастлеванію був офіційно скасований.
У 2005 році видавництво IDW випустило адаптацію коміксів «Castlevania: The Belmont Legacy», написану Марком Андрейко з мистецтвом Е. Дж. Су. Він базувався на Castlevania: The Adventure. У 2008 році Tokyopop випустив адаптацію у вигляді графічної новели «Curse of Darkness» англійською мовою.
Стрімінговий сервіс Netflix випустив американський мультсеріал під назвою просто Castlevania як один із своїх оригінальних проектів. Шоуранером мультсеріалу є Аді Шанкар, який раніше виносив плани анімаційного міні-серіалу за мотивами «Castlevania III: Dracula's Curse» у 2015 році, а сюжет був написаний відомим автором коміксів та сценаристом Уорреном Еллісом. Перший сезон шоу вийшов 7 липня 2017 року та містив чотири епізоди, а прем'єра другого сезона відбулася 26 жовтня 2018 року й він містив вже вісім серій. Третій сезон вийшов у березні 2020 року та містив 10 епізодів.